# Samsung Galaxy Gio
De Samsung Galaxy Gio is een budgetmodel smartphone van de Samsung Galaxy S van het Koreaanse merk Samsung.
De eerste prijsvermelding dateert van 3 mei 2011. De GPU is een ADreno 200 (dezelfde van Samsung Ace). De camera heeft 3.2MP, zonder flitsfunctie, wat in zijn voornoemde broer 5MP is, en die heeft bovendien wel een flitser.

## Updates
Kort nadat de Gio uit was gekomen gaf Samsung een update vrij van Android 2.2.1 Froyo naar 2.3.4 Gingerbread. Cyanogenmod heeft geen officiële rom voor dit product, maar er is wel een CM7.2 vrijgegeven voor deze smartphone. Later ook CM9 en CM10: dit zijn versies gebaseerd op Android 4.0 en 4.4.
Galaxy ·
Galaxy 3 ·
Galaxy 5 ·
Ace 2 ·
Ace plus ·
Ace ·
Beam ·
Core ·
Express ·
Fit ·
Fame ·
Gio ·
Grand ·
Mega ·
Mini ·
Nexus ·
Note ·
Note 2 ·
Note 3 ·
Player ·
Pocket ·
Pocket 2 ·
Portal ·
Prevail ·
R ·
TxT ·
Spica
W ·
Xcover ·
Y ·
Y2

A-serie:
A3 ·
A5 ·
A6 ·	
A7 ·
A8 ·
A9 ·
A00 ·
A10 ·
A20 ·
A30 ·
A40 ·
A50 ·
A60 ·
A70 ·
A80 ·
A90

S-serie:
Galaxy S ·
S Plus ·
S Advance ·
S Duos ·
S II ·
S II Plus ·
S III ·
S III Mini ·
S4 ·
S4 Mini ·
S5 ·
S5 Mini ·
S5 Plus ·
S5 Neo · 
S6 ·
S7 ·
S8 ·
S9 ·
S10 ·
S20 ·
S21 ·
S22 ·
S23 ·
S24